# アフリカ獣上目
アフリカ獣上目（アフリカじゅうじょうもく、Afrotheria）は、哺乳類のクレード（上目）で、キンモグラ、ハネジネズミ、テンレック、ツチブタ、ハイラックス、ゾウ、マナティー等が含まれる。
ほとんどのグループの間では形態的な類似性がほとんど見られず、関連性が明らかになったのは近年、分子系統学の研究が行われるようになってからである。ここに属する動物のほとんどがアフリカにのみ生息し、これは白亜紀からテティス海が縮小する約2000万年前までの間、アフリカが他の大陸と繋がっていなかったことを反映している。
新生代の初期～中期にかけてはアフリカはほぼ常に海に囲まれていたため、ローラシア起源の食虫類（真無盲腸類）、齧歯類、兎形目、食肉目や、その他大型草食動物が侵入することはなかった。収斂進化の結果、アフリカでは、それらの動物が占めるニッチがアフリカ獣上目の動物で占められた。ハネジネズミ、キンモグラ、テンレックなどの小型食虫動物は食虫類のニッチを満たし、ハイラックスは齧歯類とウサギに相当し、ツチブタは中型アリ食動物（他大陸ではアリクイ、アルマジロ、センザンコウ、ハリモグラ、フクロアリクイなど）、長鼻類はカバやサイなどの大型草食動物の役割を果たした。海牛目は海を通じて他の大陸に広がり始め、海洋哺乳類の一例となった。
アフリカ獣上目がまとめられたのは1990年代後半になってからで、それまでは、近蹄類は他の有蹄動物に近縁とされ、キンモグラ、テンレック、ハネジネズミは食虫類、ツチブタはセンザンコウや異節類と共に貧歯類に入れられていた。

## 語源
Afrotheria という学名は、アフリカを意味する Afro- と、ギリシア語で「獣」を意味する -theria に由来している。

## 系統関係
1990年代から始まった遺伝子分析により、真獣下綱の中に目間の上位系統関係を示す4つの単系統群があることが示唆され、1998年には現在のアフリカ獣上目の枠組みが認識された。DNAなしでは、特にアフリカ産食虫動物のまとまりを認識することは不可能だった。
アフリカの哺乳類の一部に限れば、近縁なまとまりをつくることは1920年代から考えられていたことで、1980-90年代に散発的に論文が出ていた。アフリカ獣上目の中核は近蹄類（象、海牛、ハイラックス）であるが、これらは比較解剖学的に長年研究されてきたものであった。暁新世からはオケペイアというアフリカ獣上目の動物が見つかっており、完全な頭骨が見つかっている中では最古のものだが、近蹄類とアフリカ産食虫動物の両方と共通の特徴を備えており、アフリカ獣上目の祖先の特徴を考えるうえで重要であると考えられている。
1990年代以降は、分子系統学だけでなく、解剖学的にも特徴が見つかるようになり、例外もあるが、椎骨の多さ、胎盤膜形成や踵の骨の形状の特徴、比較的遅い永久歯の出現が挙げられる。一部の動物では鼻が非常に長く、よく動く。アフリカ産食虫動物の一部では歯の特徴も見つかっている。
アフリカ獣上目、異節上目、ローラシア獣上目、真主齧上目の4つの単系統群の間の正確な関係については、まだ論争がある。ローラシア獣上目と真主齧上目は比較的近い関係で、北方真獣類というクレードにまとめられることでは一致するものの、これとアフリカ獣上目、異節上目との関係はいまだにはっきりしない。アフリカ獣上目と他の系統との進化上の分離は1億500万年前にアフリカ大陸が南アメリカ大陸から分割された時に生じたという説もある。また、大陸分断後も移住が続きこの3上目の分岐が9000万年前に生じたという説もある。また、異節上目がまず分かれて島大陸となった南アメリカで進化したという仮説もあるが、鍵となるエウロタマンドゥア（Eurotamandua：始新世のヨーロッパに生息した異節上目アリクイ類に似た化石種）は異節上目ではない（センザンコウ類に近い）という共通理解が出来つつある。近年のゲノム研究では、アフリカ獣上目と異節上目からなるクレードが最初に分岐するという解析結果もある。
これらの詳細は北方真獣類の項に詳しい。

## 現状
アフリカ獣上目は、多くの種が高い絶滅リスクに晒されている。 IUCNによれば、アフリカ獣上目には、アフリカ及びマダガスカルに生息した哺乳類の3分の1近くが分類されると見積もられるが、現在は化石種を含めて1200種知られるもののうち75種しか生存していない。
インドゾウとマナティー3種はアフリカ以外で進化したが、やはり絶滅の危機にある。長鼻類はオーストラリアと南極を除くすべての大陸に生息していたが、第四紀にほぼ絶滅した。ハイラックスは、鮮新世の終わり頃にはユーラシアの大部分に生息していた。重脚目と束柱目も絶滅したものの、かつては広く分布していた（ただし、束柱目は近年になって奇蹄目の一員である可能性が検討されており、重脚目の所属も確かなものではない）。

## 分類
アフリカ獣上目は真獣下綱に含まれ、現存する6つの哺乳類の目を含む。いくつかの学名は優先権のために変更される可能性がある。
- アフリカ食虫類（アフリカ好虫類）Afroinsectiphilia
  - アフリカトガリネズミ目 Afrosoricida
    - キンモグラ下目 Chrysochloridea（21種）
    - テンレック下目 Tenrecomorpha（32種）

  - ハネジネズミ目（長脚目）Macroscelidea（15種）
  - ツチブタ目（管歯目）Tubulidentata（1種）
- 近蹄類 Paenungulata
  - 岩狸目（イワダヌキ目）Hyracoidea（4–6種）
  - 長鼻目（ゾウ目）Proboscidea（3種）
  - 海牛目（ジュゴン目）Sirenia（4種）
  - †重脚目 Embrithopoda（絶滅種）
  - †束柱目（デスモスティルス目）Desmostylia（絶滅種）

### 系統
| ハネジネズミ目         | ハネジネズミ科                                                                           |
|                        | ハネジネズミ科                                                                           |
| アフリカトガリネズミ目 | \| \| キンモグラ科 Chrysochloridae \| \| \| \| \| \| テンレック科 Tenrecidae \| \| \| \| |
|                        | \| \| キンモグラ科 Chrysochloridae \| \| \| \| \| \| テンレック科 Tenrecidae \| \| \| \| |
|                        | キンモグラ科 Chrysochloridae                                                             |
|                        |                                                                                          |
|                        | テンレック科 Tenrecidae                                                                  |
|                        |                                                                                          |

|  | キンモグラ科 Chrysochloridae |
|  |                              |
|  | テンレック科 Tenrecidae      |
|  |                              |

| ハネジネズミ目         | ハネジネズミ科                                                                           |
|                        | ハネジネズミ科                                                                           |
| アフリカトガリネズミ目 | \| \| キンモグラ科 Chrysochloridae \| \| \| \| \| \| テンレック科 Tenrecidae \| \| \| \| |
|                        | \| \| キンモグラ科 Chrysochloridae \| \| \| \| \| \| テンレック科 Tenrecidae \| \| \| \| |
|                        | キンモグラ科 Chrysochloridae                                                             |
|                        |                                                                                          |
|                        | テンレック科 Tenrecidae                                                                  |
|                        |                                                                                          |

|  | キンモグラ科 Chrysochloridae |
|  |                              |
|  | テンレック科 Tenrecidae      |
|  |                              |

| 長鼻目 | ゾウ科                                                      |
|        | ゾウ科                                                      |
| 海牛目 | \| \| ジュゴン科 \| \| \| \| \| \| マナティー科 \| \| \| \| |
|        | \| \| ジュゴン科 \| \| \| \| \| \| マナティー科 \| \| \| \| |
|        | ジュゴン科                                                  |
|        |                                                             |
|        | マナティー科                                                |
|        |                                                             |

|  | ジュゴン科   |
|  |              |
|  | マナティー科 |
|  |              |

| 長鼻目 | ゾウ科                                                      |
|        | ゾウ科                                                      |
| 海牛目 | \| \| ジュゴン科 \| \| \| \| \| \| マナティー科 \| \| \| \| |
|        | \| \| ジュゴン科 \| \| \| \| \| \| マナティー科 \| \| \| \| |
|        | ジュゴン科                                                  |
|        |                                                             |
|        | マナティー科                                                |
|        |                                                             |

|  | ジュゴン科   |
|  |              |
|  | マナティー科 |
|  |              |

| ハネジネズミ目         | ハネジネズミ科                                                                           |
|                        | ハネジネズミ科                                                                           |
| アフリカトガリネズミ目 | \| \| キンモグラ科 Chrysochloridae \| \| \| \| \| \| テンレック科 Tenrecidae \| \| \| \| |
|                        | \| \| キンモグラ科 Chrysochloridae \| \| \| \| \| \| テンレック科 Tenrecidae \| \| \| \| |
|                        | キンモグラ科 Chrysochloridae                                                             |
|                        |                                                                                          |
|                        | テンレック科 Tenrecidae                                                                  |
|                        |                                                                                          |

|  | キンモグラ科 Chrysochloridae |
|  |                              |
|  | テンレック科 Tenrecidae      |
|  |                              |

| ハネジネズミ目         | ハネジネズミ科                                                                           |
|                        | ハネジネズミ科                                                                           |
| アフリカトガリネズミ目 | \| \| キンモグラ科 Chrysochloridae \| \| \| \| \| \| テンレック科 Tenrecidae \| \| \| \| |
|                        | \| \| キンモグラ科 Chrysochloridae \| \| \| \| \| \| テンレック科 Tenrecidae \| \| \| \| |
|                        | キンモグラ科 Chrysochloridae                                                             |
|                        |                                                                                          |
|                        | テンレック科 Tenrecidae                                                                  |
|                        |                                                                                          |

|  | キンモグラ科 Chrysochloridae |
|  |                              |
|  | テンレック科 Tenrecidae      |
|  |                              |

| 長鼻目 | ゾウ科                                                      |
|        | ゾウ科                                                      |
| 海牛目 | \| \| ジュゴン科 \| \| \| \| \| \| マナティー科 \| \| \| \| |
|        | \| \| ジュゴン科 \| \| \| \| \| \| マナティー科 \| \| \| \| |
|        | ジュゴン科                                                  |
|        |                                                             |
|        | マナティー科                                                |
|        |                                                             |

|  | ジュゴン科   |
|  |              |
|  | マナティー科 |
|  |              |

| 長鼻目 | ゾウ科                                                      |
|        | ゾウ科                                                      |
| 海牛目 | \| \| ジュゴン科 \| \| \| \| \| \| マナティー科 \| \| \| \| |
|        | \| \| ジュゴン科 \| \| \| \| \| \| マナティー科 \| \| \| \| |
|        | ジュゴン科                                                  |
|        |                                                             |
|        | マナティー科                                                |
|        |                                                             |

|  | ジュゴン科   |
|  |              |
|  | マナティー科 |
|  |              |